# 希特 (密蘇里州)
希特（英語：Hitt），又名比拉普斯維爾（Billupsville），是位於美國密蘇里州蘇格蘭縣的非建制地區。

## 歷史
名為比拉普斯維爾的郵局於1859年設立，翌年更名為希特，其後於1914年停運。

## 地理
希特所處的海拔為高於海平面237米（即778英呎），而該地所採用的時區為UTC-6，即北美中部時區（CST）。同時該地設有夏令時間，為UTC-6調快一小時，即UTC-5（CDT）。